# زيلبور جنوبي
زيلبور جنوبي (الاسم العلمي:Xyleborus australis) هو نوع من الحشرات يتبع جنس الزيلبور من فصيلة السوسية الحقيقية.